# Bruno Bernhard Heim

Erzbischofswappen von Bruno Bernhard Heim

Bruno Bernhard Heim (* 5. März 1911 in Olten; † 18. März 2003 ebenda) war römisch-katholischer Diplomat und Nuntius sowie bedeutender kirchlicher Heraldiker.

## Leben
Bruno Heim, Bürger von Neuendorf SO, war Sohn von Bernhard und Elisabeth Heim. Nach seinem Maturitätsabschluss im Kloster Engelberg, philosophischen und theologischen Studien in Rom am Angelicum (Dr. phil.), Freiburg und am Priesterseminar in Solothurn wurde er am 29. Juni 1938 in Solothurn zum Priester geweiht und arbeitete während vier Jahren als Vikar in Arbon und an St. Anton in Basel.
1942 trat er als einer der ersten Nicht-Italiener in die Päpstliche Diplomatenakademie ein und begann sein Kirchenrechtsstudium an der Päpstlichen Universität Gregoriana in Rom. Als er nach einem Heimaturlaub nicht mehr in Italien einreisen konnte, musste er sein Studium unterbrechen. Von 1942 bis 1945 wirkte er als Seelsorger für italienische und polnische Militärinternierte im Emmental, in Langenthal und Sumiswald. Das Kirchenrechtsstudium setzte er 1945 fort und promovierte 1947 mit der Dissertation Wappenbrauch und Wappenrecht in der Kirche zum Dr. iur. can.
Prägend wurden für ihn seine Jahre als Nuntiatursekretär von Angelo Roncalli (dem späteren Papst Johannes XXIII.) in Paris (1947–1950), denen Aufenthalte an den Nuntiaturen von Wien (1950–1954) und Bonn (1954–1961) folgten. Nach dem Verzicht von Aloysius Muench am 9. Dezember 1959 führte Heim die deutsche Nuntiatur geschäftsführend bis zur Ernennung von Corrado Bafile zum neuen Apostolischen Nuntius von Deutschland am 13. Februar 1960.
Am 10. Dezember 1961 empfing Bruno Heim die Bischofsweihe. Diözesanbischof Franziskus von Streng weihte ihn in St. Ursen in Solothurn zum Titularerzbischof von Xanthus in Kleinasien. Nach Jahren als Apostolischer Delegat in Skandinavien (1961–1969), ab 1966 zusätzlich als Pro-Nuntius in Finnland (1966–1969) und in Ägypten (1969–1973) führte er schließlich von 1973 bis 1985 die Nuntiatur in London. Hier baute er enge Kontakte zum britischen Königshaus und zur Regierung auf und erwarb sich durch seine kluge und breit abgestützte Auswahl von Bischofskandidaten auch innerkirchlich höchstes Ansehen.
1962 gründete er das St. Ansgar Werk Schweiz und schaffte damit eine organisatorische Grundlage für die materiellen und personellen Hilfsmaßnahmen für die katholische Diaspora in Skandinavien.
Bruno Bernhard Heim war von 1986 bis 2003 als Nachfolger von Joseph Hasler Prior der Deutschschweizerischen Sektion des Ritterordens vom Heiligen Grab zu Jerusalem, dessen Großprior der Schweizerischen Statthalterei er 1994 war.
Seit 1985 verbrachte Erzbischof Heim seinen Ruhestand in Olten. Im Mai 2002 erlitt er einen Schlaganfall und verstarb am 18. März 2003. Seinem Wunsch entsprechend wurde er in seinem Heimatort Neuendorf neben der Kirche beerdigt.

## Kirchlicher Heraldiker
Neben seiner diplomatischen Tätigkeit war Bruno Heim vor allem im Bereich der kirchlichen Wappenkunde aktiv. Bereits in Heims Mittelschulzeit hatte ein Benediktinerpater während seiner Engelberger Gymnasialzeit in dem Sechzehnjährigen die Begeisterung für die Wappenkunde geweckt. Die Doktorarbeit begründete seinen späteren Weltruhm als kirchlicher Heraldiker. Er entwarf und zeichnete zahlreiche Wappen von kirchlichen Würdenträgern. Unter anderem gehen die Wappen der Päpste Johannes XXIII., Paul VI., Johannes Paul I. und Johannes Paul II. auf ihn zurück. Heim war Mitglied in 20 nationalen heraldischen Gesellschaften und Vorstandsmitglied in der Académie internationale d’héraldique.

## Auszeichnungen
- 1965: Großoffizier des Verdienstordens der Italienischen Republik
- 1967: Großes Goldenes Ehrenzeichen mit dem Stern für Verdienste um die Republik Österreich
- Großkreuz des Bundesverdienstkreuzes
- Großkreuz des Ordens des Löwen von Finnland
- Großkreuz des Ritterordens der hl. Mauritius und Lazarus
- Großoffizier des Ritterordens vom Heiligen Grab zu Jerusalem
- Offizier der Ehrenlegion
- Offizier des Ordre des Palmes Académiques
- Orden vom römischen Adler

## Veröffentlichungen (Auswahl)
- Wappenbrauch und Wappenrecht in der Kirche. Walter, Olten 1947.
- Coutumes et Droit Héraldiques de l’Eglise. Beauchesne, Paris 1949.
- Heraldry in the Catholic Church. Its Origins, Customs, and Laws. Humanities Press, New Jersey 1978, ISBN 0-391-00873-0.
- Armorial. Armorial Liber Amicorum. Van Duren, Gerrards Cross UK 1981, ISBN 0-905715-16-0.
- Or and Argent. Van Duren, Gerrards Cross UK 1994, ISBN 0-905715-24-1.